# 真夜中へ五哩
『真夜中へ5哩』（まよなかへ5まいる、英: Five Miles to Midnight、仏: Le Couteau dans la plaie、伊: The Knife in the wound）は、1962年製作のフランス、イタリア、アメリカ合衆国合作による映画。製作と監督はアナトール・リトヴァク。出演はソフィア・ローレンやアンソニー・パーキンスなど。

## あらすじ
イタリアに駐在していた米空軍兵士ロバートは現地に住むリサという女性と親しくなり、除隊後に彼女と結婚し、パリに移り住んだ。
ある日、彼が帰宅するとリサの姿がなく、ナイトクラブにいるところを見つけ、彼女を殴る。
翌日、彼女は夫を飛行場へ見送る際、もう戻ってこないでと告げる。その日の夕刊にカサブランカ行きの飛行機が墜落したという記事が記載され、生存者がいないと知った彼女は、急遽夫の葬儀を済ませるが、夜中にその本人が帰還する。彼は自分も含めて全員死亡している扱いとなっているため、自分たちにかけられた死亡保険金を着服する計画を話す。各種手続きが進められる矢先、リサの家に彼女の友人たちが押し寄せたため、彼は屋根裏に避難し、次いで木賃宿に逃げ込む。
その後、保険金払い出しの通知がきて、リサはほっとするが、今度はロバートから保険金搾取罪を理由に離婚を拒まれる。ロバートはリサにベルギー国境まで車を運転させるが、あと5マイルのところでリサに殺される。
そして、一人パリへと戻ったリサは発狂する。

## キャスト
※括弧内は日本語吹替（初回放送1971年10月31日『日曜洋画劇場』）
- リサ：ソフィア・ローレン（今井和子）
- ロバート：アンソニー・パーキンス（西沢利明）
- デビッド：ギグ・ヤング（家弓家正）
- アラン：ジャン＝ピエール・オーモン（村越伊知郎）
- バーバラ：ヨランド・ターナー